# Paul Aurelian Alecu
Paul Aurelian Alecu (n. 21 martie 1941, Ciocănești, județul Călărași) este un politician român, ales deputat în parlamentul român, în legislatura 1992-1996 și în legislatura  1996-2000.

## Activitate
Și-a făcut studiile la Facultatea de Mecanică Agricolă din Institutul Politehnic din București, lucrând ca inginer mecanic agricol între 1970-1992, la IAS Ciocănești. Colaborator în presa locală, a fost membru al PNȚCD din 1990.
În 1992 a fost ales în circumscripția electorală nr. 12 Călărași, pe listele Convenției Democrate Române, reprezentând Partidul Național Țărănesc Creștin Democrat în grupul parlamentar al Partidului Național Țărănesc Creștin Democrat și al Partidului Ecologist Român. A fost membru al Comisiei pentru agricultură, silvicultură, industrie alimentară și servicii specifice.
În 1996, Alecu a fost ales deputat în circumscripția electorală nr. 9 Brăila, pe listele Convenției Democrate Române, reprezentând Partidul Național Țărănesc Creștin Democrat în grupul parlamentar Partidul Național Țărănesc Creștin Democrat Civic-Ecologist până în 1 februarie 2000.
La 10 iunie 1999, Paul Alecu, aflat la volanul Daciei 1300 din dotarea parlamentului, a lovit o căruță în jurul orei 18:30, pe drumul care leagă Brăila de Slobozia, pe raza localității Scînteia, rănind 3 dintre cele 5 persoane aflate în căruță. În loc să se intereseze de soarta victimelor, Alecu a purces să își alerteze cunoscuții pe telefonul celular. Amenințat de una din persoanele în cauză, deputatul a afirmat că este „un amărât de șofer de la Parlament" și că „a ațipit și el la volan”. I-a fost reținut permisul de conducere și i s-a întocmit dosar de cercetare penală, polițiștii de la Poliția Rutieră din cadrul IPJ Ialomița notificând drept cauză a accidentului „neatenția la volan”.
La 6 octombrie 1999, un număr de 53 de deputați au depus un proiect de hotărâre la Biroul Permanent al Camerei, prin care cereau ca regele Mihai să fie invitat oficial de Ziua națională, 1 decembrie, împreună cu soția sa. Paul Alecu, care avusese inițativa, a declarat presei la sfârșitul lunii octombrie 1999, că era hotărât să protesteze în caz că se va organiza o ședință festivă a parlamentului în absența fostului suveran al României. În cele din urmă regele Mihai nu a mai participat la serbarea Zilei naționale.
În ședința Camerei Deputaților din 1 februarie 2000, Alecu a demisionat din PNȚCD împreună cu Nicolae Florin Tudose, Mihăiță Calimente, Bogdan Ionescu, Dorin Dîrstaru, Romeo Nanu, Odisei Manole, Sorin Lepșa și Silviu Petrescu. După această demisie, Paul Alecu a devenit deputat neafiliat. Paul Alecu a fost membru în grupul parlamentar de prietenie cu Canada. 